# Стефан Нойков
Стефан Нойков Нойков е български офицер, полковник от генералщабното ведомство.

## Биография
Стефан Нойков е роден на 25 октомври 1876 г. в Сливен. На 24 август 1893 г. постъпва на военна служба, през 1897 година завършва Военното на Негово Княжеско Височество училище, произведен е в чин подпоручик е зачислен в 1-ви артилерийски полк. През 1899 г. е назначен на служба в 1-ви планински артилерийски отдел към Министерството на войната, на която служба е до 1900 година. През 1901 г. е произведен в чин поручик. Служи в 6-и артилерийски полк и на 15 август 1907 е произведен в чин капитан. През 1909 година завършва Генералщабна академия в Торино, Италия. Капитан Нойкопв е причислен е в Генаралния щаб и е офицер за поръчки при 2-ра военноинспекционна област и командир на батарея от 3-ти артилерийски полк. На 15 октомври 1912 г. е произведен в чин майор.
През Балканската война (1912 – 1913) майор Стефан Нойков е старши адютант в щаба на 9-а пехотна плевенска дивизия, а през Междусъюзническата война (1913) е командир на дружина от 65–и пехотен полк, воюва срещу Сърбия. След войните през 1915 г. е назначен за преподавател по военна история във Военната академия. На 15 октомври 1915 г. е произведен в чин подполковник. През Първата световна война подполковник Стефан Нойков служи първоначално като началник на разузнавателната секция в ЩДА, през март 1916 г. е назначен за началник на Оперативното отделение в ЩДА, а от май с. г. е началник-щаб на 4-та пехотна преславска дивизия През януари 1917 г. отново е началник на Оперативното отделение в ЩДА, на 14 октомври 1917 година е повишен в чин полковник, а от 6 декември 1917 г. до края на войната е началник на Оперативния отдел в ЩДА. След демобилизацията е уволнен, но след това отново е назначен за началник на Оперативния отдел в ЩА. 
От 1919 г. командва 8-и пехотен приморски полк, след което на 24 ноември 1919 е назначен за началник на Военното училище, на която служба е до 13 юни 1920 година, след което е началник на канцелария в Министерството на войната. Военен съветник на Българската делегация на Парижката мирна конференция. На 3 септември 1920 г. е назначен за началник на Оперативния отдел в Щаба на действащата армия. През януари 1921 г. се уволнява от армията. Работи като военен експерт в Българското комисарство за репарациите. Стефан Нойков е един от малцината висши офицери, които подкрепят правителствата на БЗНС. През март 1923 година води българската делегация при преговорите по подписването на Нишката спогодба. През същата година той е готвен за посланик в Италия, но поради уволняването на началника на Щаба на войската генерал Топалджиков, е назначен на този пост и го заема в периода от 18 май 1923 до 9 юни 1923 година, когато е уволнен „в интерес на службата“.
Стефан Нойков е автор на военно-исторически и военно-теоретични трудове. Неговата книга „Защо не победихме“ (София 1922) предизвиква много коментари в българското общество през 20-те години на ХХ век.
Умира на 25 април 1925 г. от раните получени при атентата в църквата „Света Неделя“.

## Военни звания
- Подпоручик (1897)
- Поручик (1901)
- Капитан (15 август 1907)
- Майор (15 октомври 1912)
- Подполковник (15 октомври 1915)
- Полковник (14 октомври 1917)

## Награди
- Военен орден „За храброст“ IV степен 2 клас, III степен 2 клас
- Орден „Св. Александър“ V степен с мечове по средата
- Народен орден „За военна заслуга“ IV степен с военно отличие